# Im Chae-bin
Im Chae-bin (* 29. Oktober 1991) ist ein ehemaliger Bahnradsportler aus Südkorea, der in den Kurzzeitdisziplinen startete. Er wurde acht Mal Asienmeister.

## Sportliche Laufbahn
2014 wurde Im Chae-bin zweifacher Asienmeister im 1000-Meter-Zeitfahren sowie im Teamsprint mit Kang Dong-jin und Jeyong Son; im Keirin errang er Bronze. Eine weitere Goldmedaille gewann er im selben Jahr im Teamsprint bei den Asienspielen. In den folgenden beiden Jahren holte er fünf weitere kontinentale Titel. Bei den UCI-Bahn-Weltmeisterschaften 2016 in London belegte er im Keirin Platz sieben.
Im selben Jahr wurde Im zum Start im Sprint (22.), Keirin (13.) und Teamsprint bei den Olympischen Spielen in Rio de Janeiro nominiert. Im Teamsprint wurde er in der ersten Runde gemeinsam mit Kang Dong-jin und Son Je-yong disqualifiziert.
2018 stellte Im Chae-bin mit 9,863 Sekunden bei den Asienspielen einen neuen asiatischen Rekord über 200 Meter auf.

## Erfolge
2014
- Asienmeister – 1000-Meter-Zeitfahren, Teamsprint (mit Kang Dong-jin und Jeyong Son)
- Asienmeisterschaft – Keirin
- Asienspielesieger – Teamsprint (mit Kang Dong-jin und Jeyong Son)

2015
- Asienmeister – 1000-Meter-Zeitfahren, Teamsprint (mit Kang Dong-jin und Jeyong Son)

2016
- Asienmeister – Sprint, Keirin, Teamsprint (mit Kang Dong-jin und Jeyong Son)

2018
- Asienmeister – Teamsprint (mit Park Jeone und Son Yeong)
- Asienmeisterschaft – Keirin
- Asienmeisterschaft – Sprint
- Asienspiele –  Sprint

## Teams
- 2015 Geumsan Insam Cello
- 2016 Geumsan Insam Cello
- 2017 Geumsan Insam Cello
- 2018 Geumsan Insam Cello